# Paddy McCarthy
Patrick Richard „Paddy“ McCarthy (* 31. Mai 1983 in Dublin) ist ein ehemaliger irischer Fußballspieler. Als Innenverteidiger wurde er bei Manchester City ausgebildet. Der sportliche Durchbruch gelang ihm nach den Zwischenstationen Leicester City und Charlton Athletic ab 2008 bei Crystal Palace.

## Sportlicher Werdegang
McCarthy wurde bei Manchester City ausgebildet. Der Durchbruch im Profiteam blieb ihm dort jedoch verwehrt. Nach ersten Erfahrungen in der Saison 2002/03 bei den Leihklubs Boston United und Notts County in der vierten und dritten Liga zog es ihn für eine Ablösesumme von 100.000 Pfund im März 2005 in die zweithöchste Spielklasse zu Leicester City.
Als Innenverteidiger mit Führungsqualitäten, der lautstark seine Nebenleute zu organisieren wusste, wurde er in Leicester schon bald zum Mannschaftskapitän. Dadurch zog er die Aufmerksamkeit von Alan Pardew auf sich, der McCarthy dann am Ende der Saison 2006/07 nach dem Abstieg aus der Premier League für Charlton Athletic verpflichtete. Nach über 30 Einsätzen für die „Addicks“ in der Spielzeit 2007/08 wechselte er dann innerhalb Londons zum von Neil Warnock trainierten Zweitligamitkonkurrenten Crystal Palace.
Die Anfangszeit bei „Palace“ war geprägt durch Verletzungen. Nach einer Schulteroperation, die nach einer im Dezember 2009 erlittenen Blessur notwendig geworden war, musste er einen Großteil der Rückrunde in der Saison 2009/10 pausieren und auch in der folgenden Spielzeit 2010/11 war er nicht von diesbezüglichen Sorgen komplett befreit. Letztlich gehörte er jedoch nach seiner Rückkehr im März 2010 zu den Schlüsselfiguren, die den knappen Zweitliga-Klassenerhalt in der Saison 2009/10 sicherstellten und nach der Unterzeichnung eines neuen Dreijahresvertrags im Sommer 2010 wurde er zum neuen Mannschaftskapitän ernannt. Er absolvierte in der Spielzeit 2010/11 insgesamt 46 Pflichtpartien und bei der 1:2-Niederlage gegen Ipswich Town schoss er sein einziges Tor. Im Jahr darauf war er in einer sich stetig ändernden Vierer-Abwehrformation zunächst noch eine der wenigen Konstanten, bevor er in der Aufstiegssaison 2012/13 zum Zuschauen verurteilt war. Eine Leistenverletzung sorgte dafür, dass er die vollständige Spielzeit 2012/13 verpasste und erst Ende Januar 2014 gab er sein „Comeback“. Gegen Hull City feierte er seinen Einstand in der Premier League, nachdem er kurz zuvor im FA Cup zum ersten Mal nach fast zwei Jahren wieder in der Startelf gestanden hatte. Im Oktober 2014 wechselte er für einen Monat auf Leihbasis zum Drittligisten Sheffield United.